# Куниці (Слубицький повіт)
Куниці (пол. Kunice, нім. Kunitz) — село в Польщі, у гміні Слубиці Слубицького повіту Любуського воєводства.
Населення — 70 осіб (2011).
У 1975-1998 роках село належало до Гожовського воєводства.

## Демографія
Демографічна структура станом на 31 березня 2011 року:
|          | Загалом | Допрацездатний вік | Працездатний вік | Постпрацездатний вік |
| -------- | ------- | ------------------ | ---------------- | -------------------- |
| Чоловіки | 37      | 11                 | 24               | 2                    |
| Жінки    | 33      | 8                  | 19               | 6                    |
| Разом    | 70      | 19                 | 43               | 8                    |